# 阿桑普申島

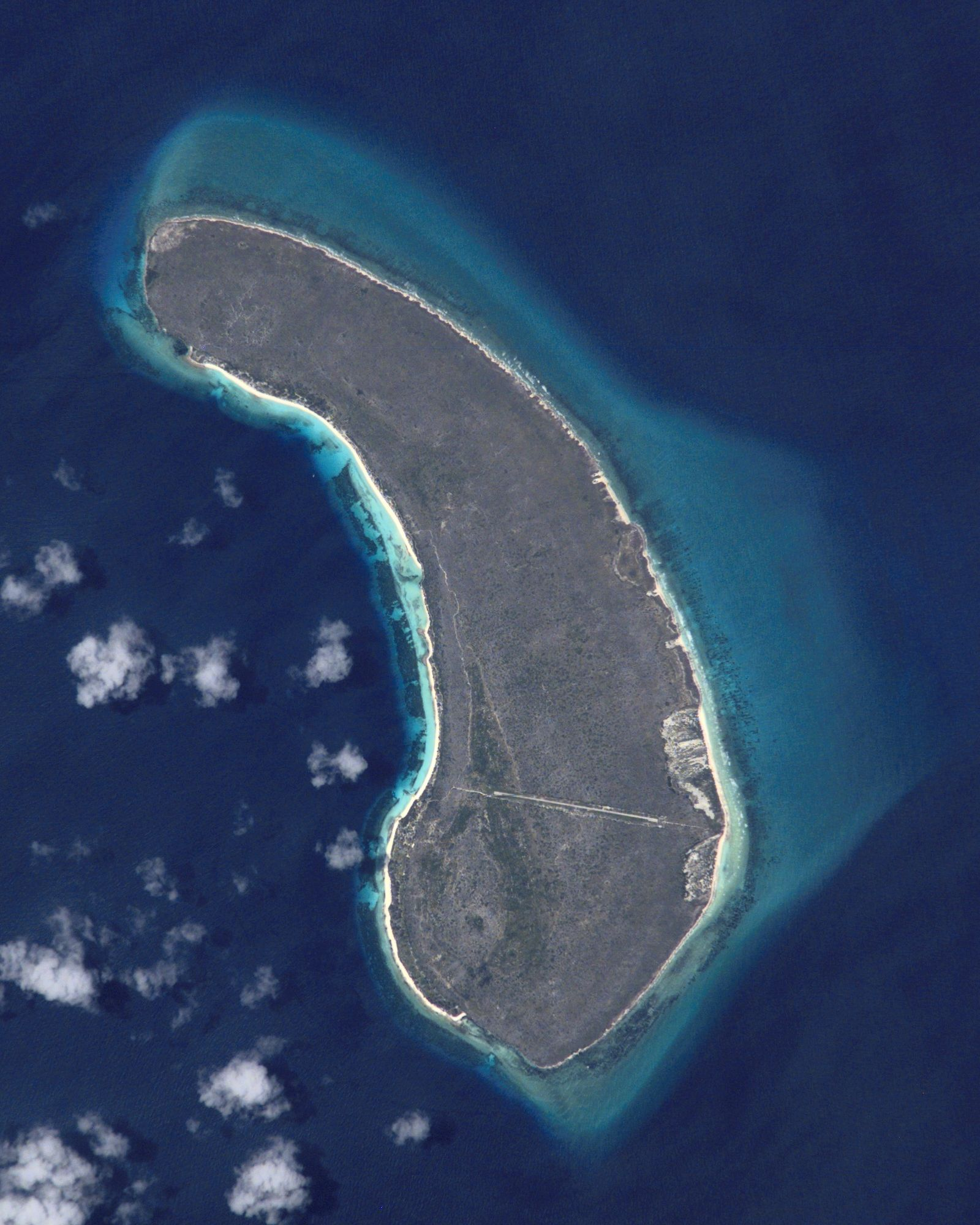
Assumption Island

阿桑普申島是東非國家塞舌爾的島嶼，屬於阿爾達布拉群島的一部分，位於阿爾達布拉環礁東南約30公里，面積11.07平方公里，島上有2個大型沙丘。